# 700
700 (DCC) var ett skottår som började en torsdag i den julianska kalendern.

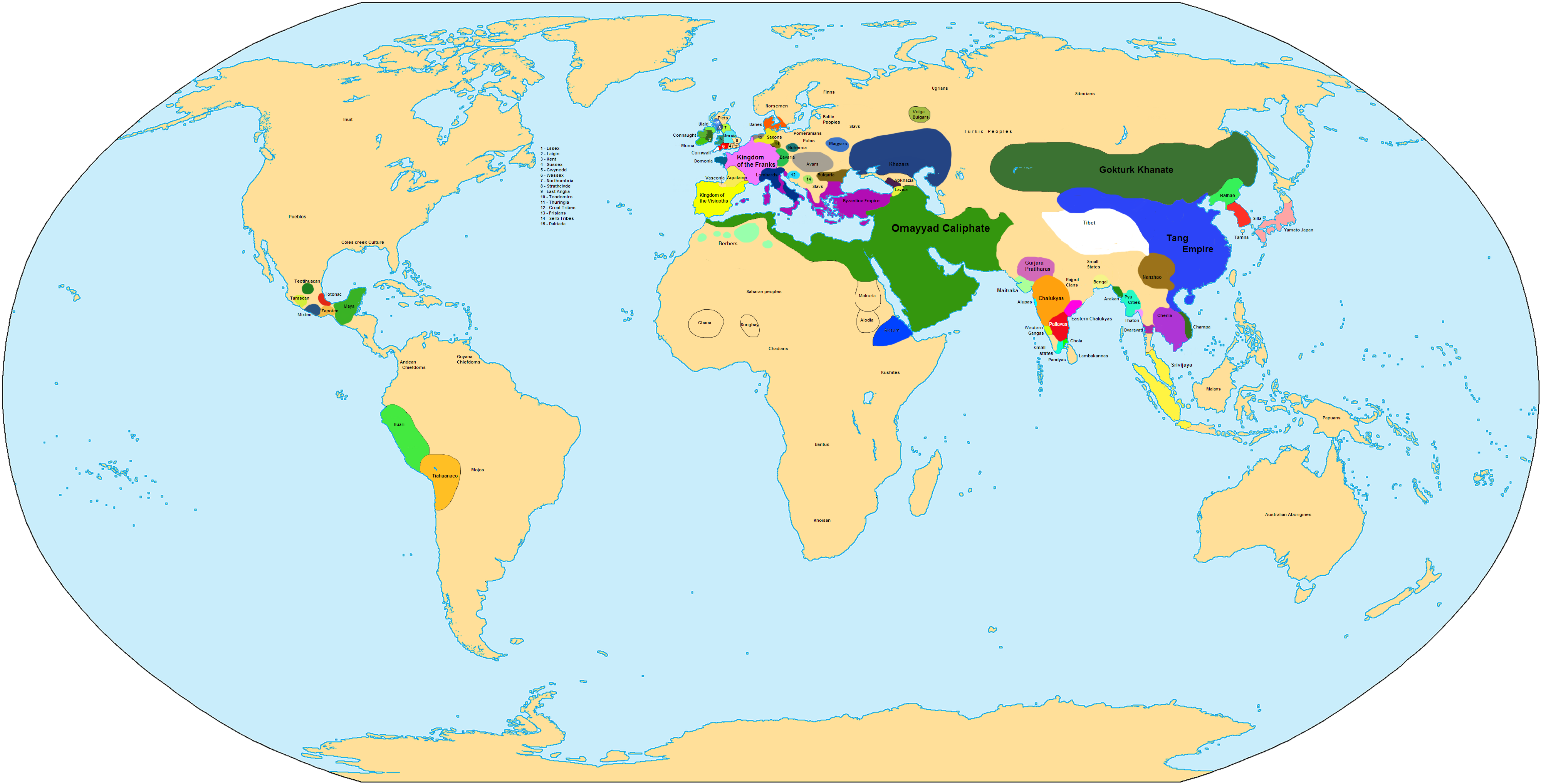
Världen år 700.
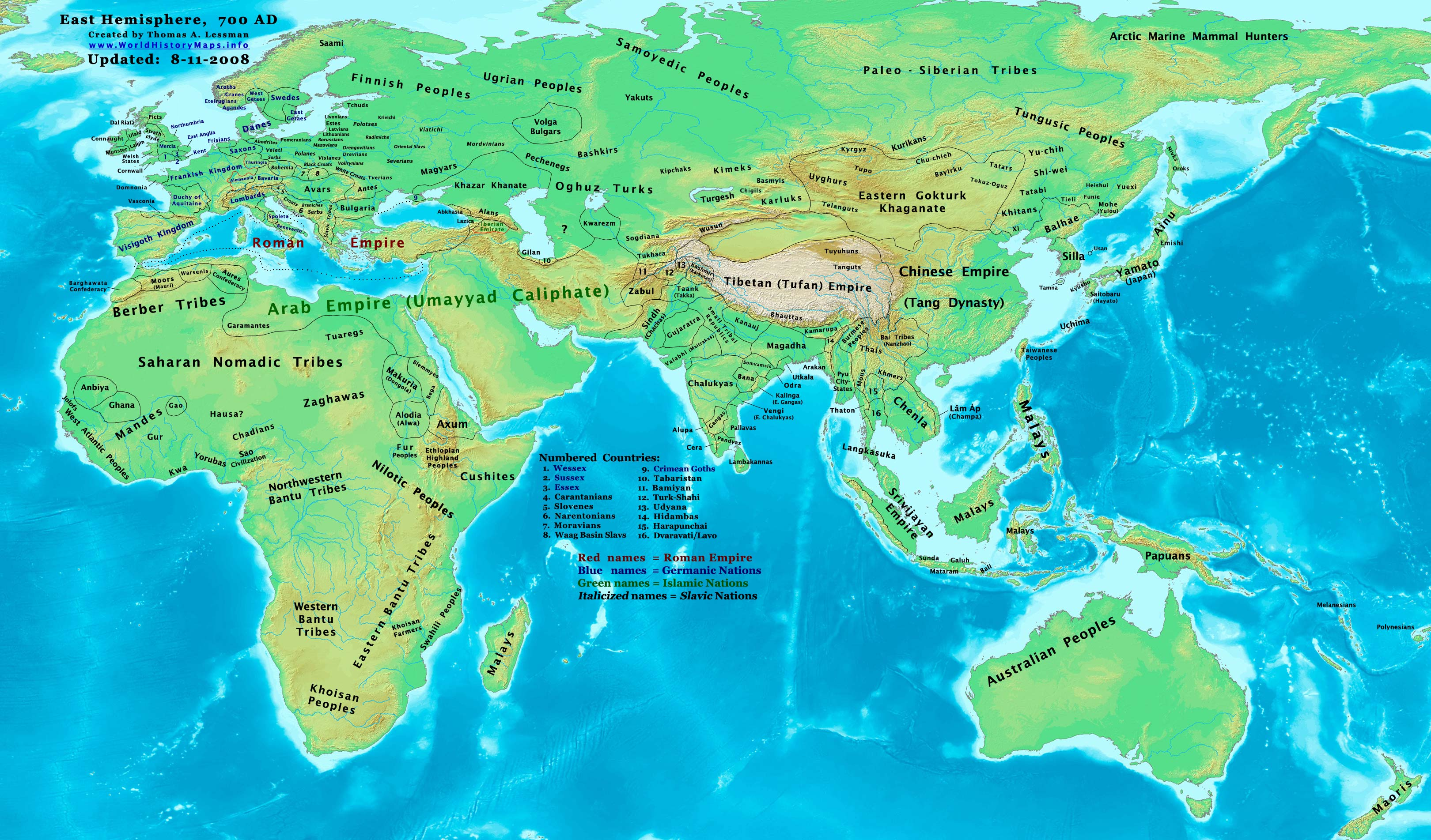
Gamla världen år 700.
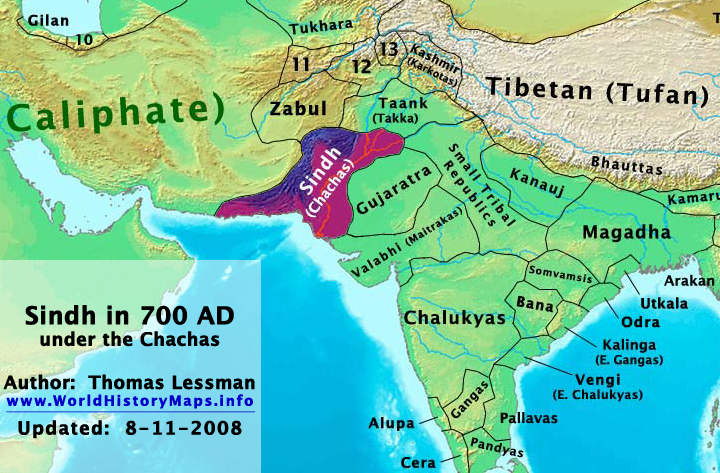
Indiska riket Sindh år 700.

## Händelser

### Okänt datum
- Mount Edziza har ett utbrott.
- Beverley Grammar School grundas.

## Födda
- Paulus I, påve 757–767.
- Hadrianus I, påve 772–795.
- Ruyuan , kinesisk abbedissa och teolog.

## Avlidna
- Cunincpert, lombardisk kung.
- Di Renjie, kinesisk ämbetsman.